# 다카이 마사토모
다카이 마사토모(일본어: 高井正智, たかい まさとも, 1980년 2월 6일 ~ )는 일본의 언론인으로 NHK 소속 남성 아나운서이다. 와세다 대학을 졸업했으며 2002년 NHK에 입사했다. 아버지는 아사히 TV 소속 전직 아나운서인 다카이 마사노리이다.